# Brook Park, Minnesota
Brook Park là một thành phố thuộc quận Pine, tiểu bang Minnesota, Hoa Kỳ. Năm 2010, dân số của thành phố này là 139 người.

## Dân số
- Dân số năm 2000: 156 người.
- Dân số năm 2010: 139 người.